# Виленская, Анна Владимировна
А́нна Влади́мировна Виле́нская (род. 31 января 1998, Санкт-Петербург) — российский музыковед, лектор, композитор, создательница проекта «Открытый музыкальный лекторий», номинант в категории «Музыка» рейтинга Forbes «30 до 30» 2022 года. Лауреат премии общества «Знание» в области культуры (2018 год).

## Биография
Анна Виленская родилась в Санкт-Петербурге, там же окончила теоретико-композиторское отделение музыкального училища им. Н. А. Римского-Корсакова и факультет композиции и дирижирования Консерватории им. Н. А. Римского-Корсакова.
Преподавала в музыкальной школе Staccato. Музыковед нового поколения зумеров, рассказывающая про музыку через эмоции. Создала два курса по теории музыки на обучающей онлайн-платформе PimaSCHOOL. Записала подкасты для Филармонии им. Шостаковича, а также лекции о музыке на онлайн-платформе «Синхронизация». Редактор Союза композиторов России.
Создала на ютубе некоммерческий проект «Открытый музыкальный лекторий», который занимается популяризацией академической музыки.
Запустила вместе с Warner Music Russia (2021 год) YouTube-шоу «Теория большого бэнгера» на канале Wow TV, где в интервью с гостями-музыкантами пытается разгадать формулу музыкальных хитов.
После начала вторжения России на Украину Анна переехала в Тбилиси; популярны её исследования российской пропагандистской музыки (в частности, певец Шаман). В июне 2024 года дала интервью Юрию Дудю и переехала в Нью-Йорк.

## Награды
Лауреат премии общества «Знание» в области культуры (2018 год).